# Iliușin Il-62
Iliușin Il-62 este un avion de pasageri cvadrimotor cu reacție lung-curier introdus de Uniunea Sovietică în 1967.